# Alentejo Central
Alentejo Central (svenska Mellersta Alentejo) är en statistisk underregion (NUTS 3) i södra Portugal.                                                                                                                                                            
Den är en del av den statistiska regionen Alentejo (NUTS 2), och motsvarar helt distriktet Évora.                                         
Dess viktigaste orter är Évora, Montemor-o-Novo och Vendas Novas.
Ytan uppgår till 7 393,4 km² och befolkningen till 166 726 invånare. 
Underregionen (NUTS 3) Alto Alentejo sammanfaller geografiskt med Comunidade Intermunicipal do Alentejo Central ("Mellersta Alentejos kommunalförbund"; ”CIMAC”).

## Kommuner
Alentejo Central omfattar 14 kommuner (concelhos).

- Alandroal
- Arraiolos
- Borba
- Estremoz
- Évora
- Montemor-o-Novo
- Mora
- Mourão kommunMourão
- Portel
- Redondo
- Reguengos de Monsaraz
- Vendas Novas
- Viana do Alentejo
- Vila Viçosa

## Största orter
- Évora
- Montemor-o-Novo
- Estremoz
- Vendas Novas
- Reguengos de Monsaraz
- Vila Viçosa

## Bilder

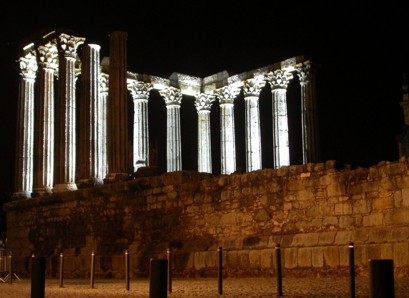
Det romerska Dianatemplet i Évora
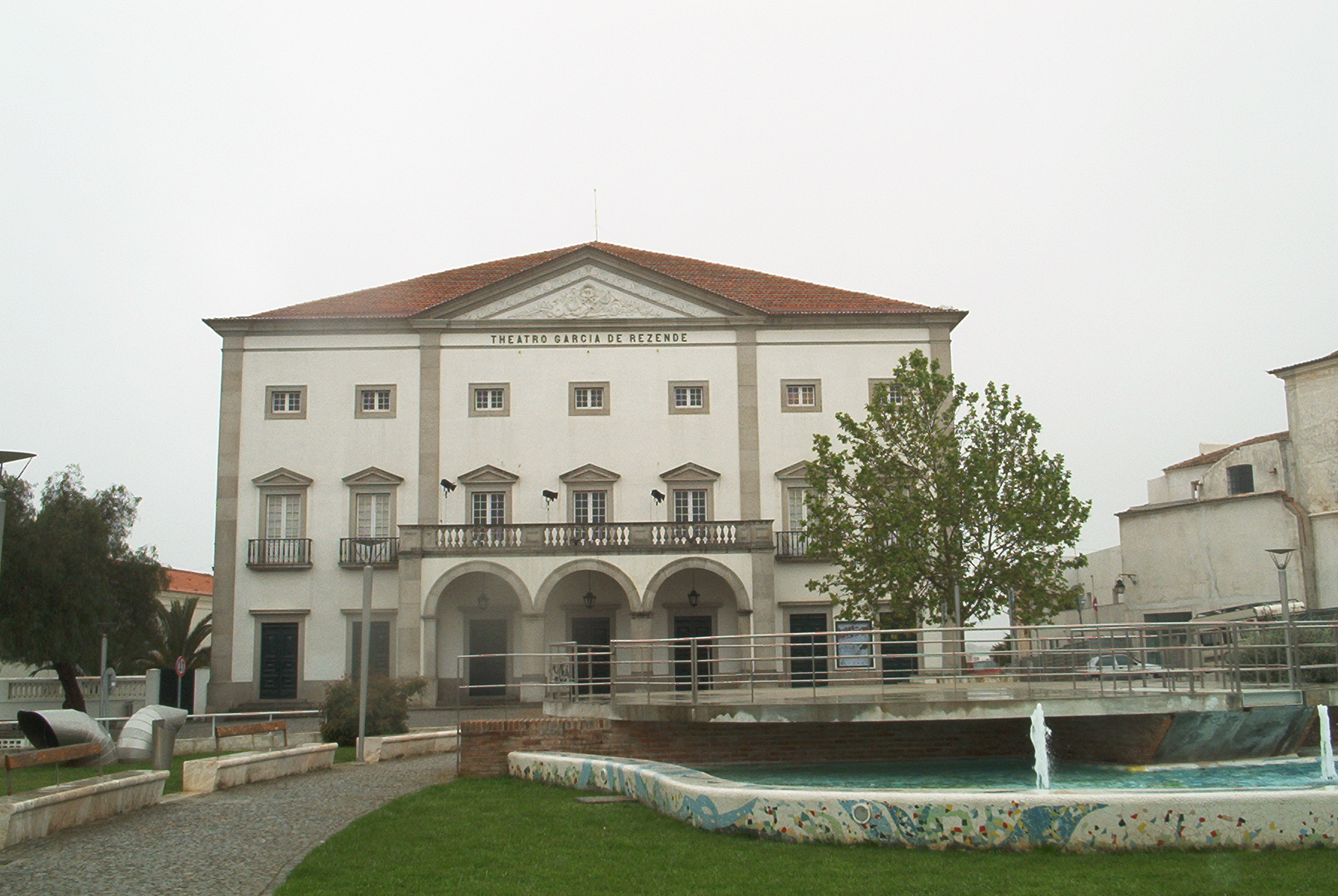
Teatern Garcia Resende i Évora
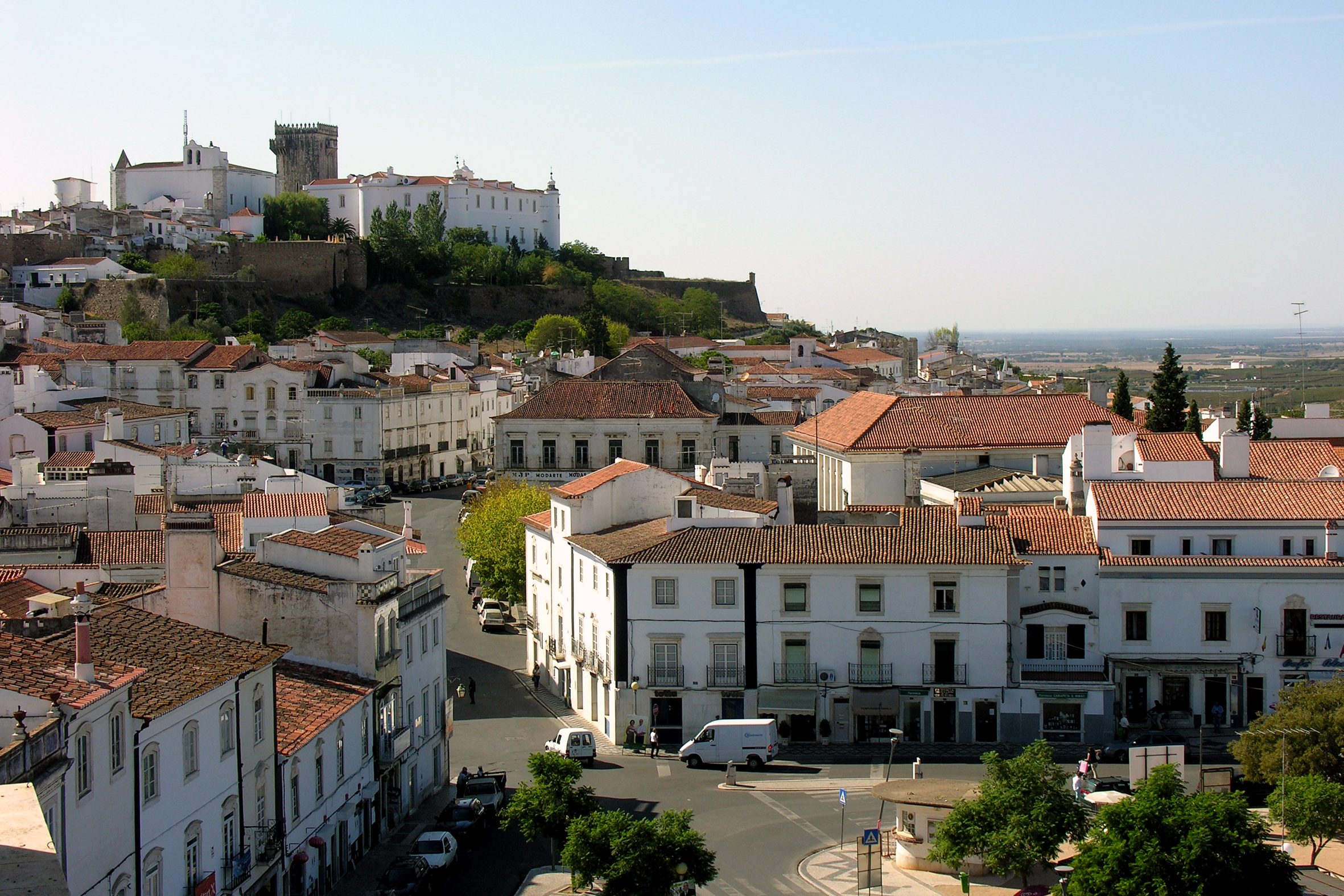
Staden Estremoz
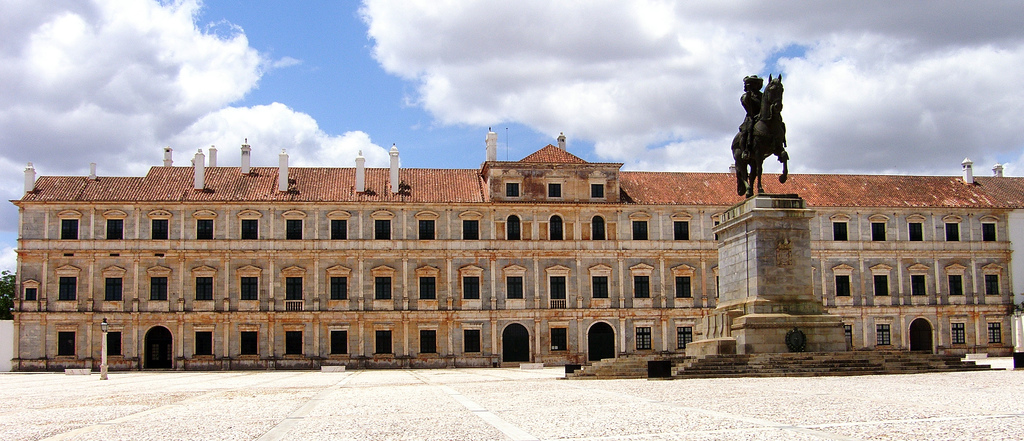
Det kungliga palatset i Vila Viçosa
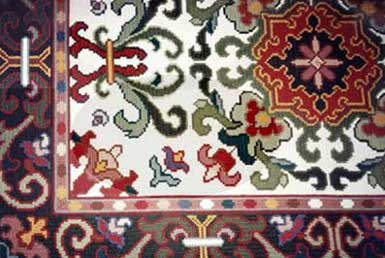
Arraiolos-matta
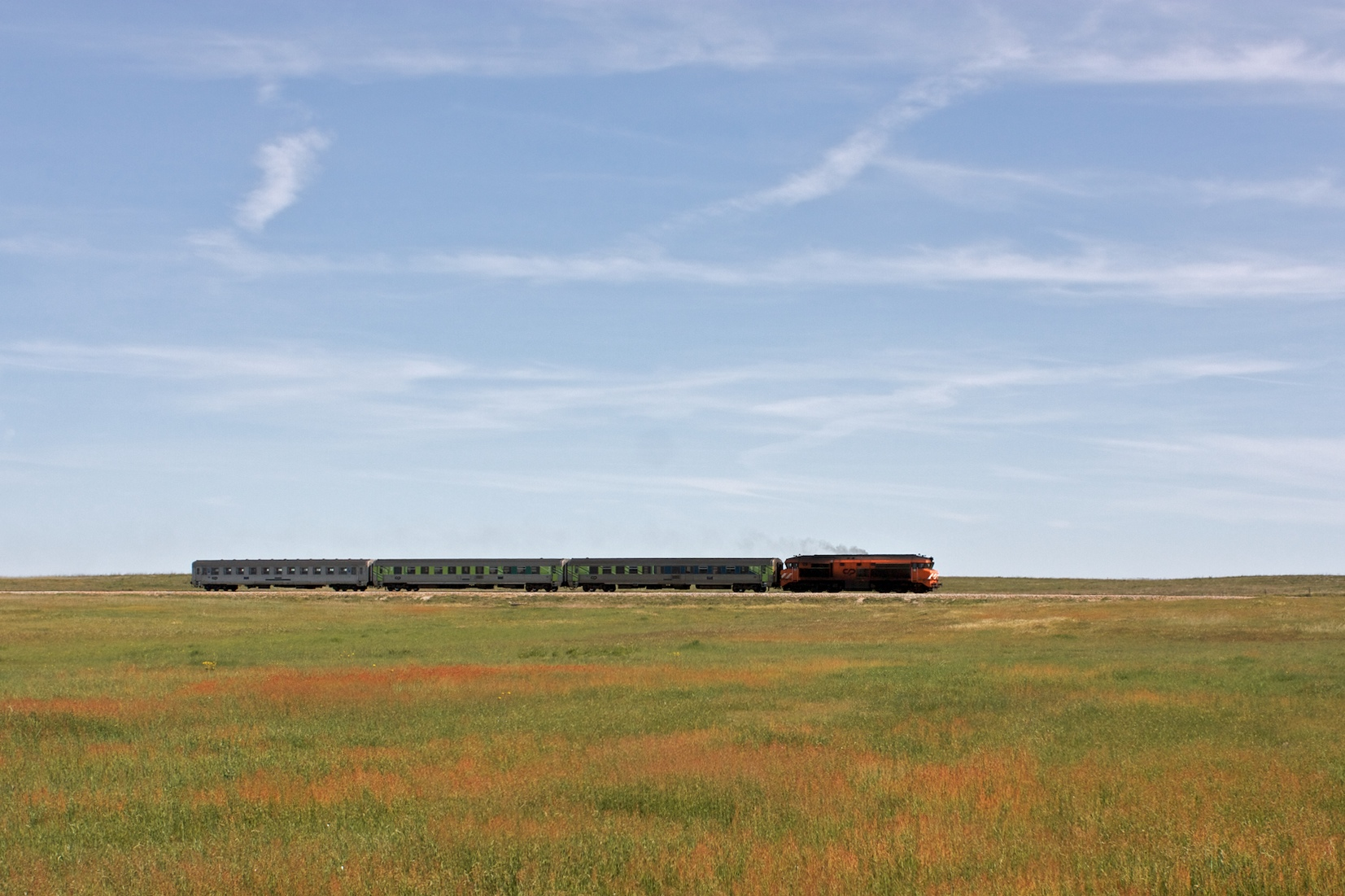
Tåget åker förbi Viana do Alentejo